# Things We Lost in the Fire (Low)
Things We Lost in the Fire è il quinto album in studio del gruppo musicale statunitense Low, pubblicato il 22 gennaio 2001 dall'etichetta discografica indipendente Kranky.

## Tracce
1. Sunflower – 4:39
2. Whitetail – 5:03
3. Dinosaur Act – 4:13
4. Medicine Magazines – 4:33
5. Laser Beam – 4:33
6. July – 5:35
7. Embrace – 5:37
8. Whore – 4:23
9. Kind of Girl – 3:30
10. Like a Forest – 2:27
11. Closer – 5:06
12. Untitled – 0:49
13. In Metal – 4:19

## Formazione

### Gruppo
- Alan Sparhawk – voce, chitarra
- Mimi Parker – voce, batteria
- Zack Sally – basso

### Altri musicisti
- Marc De Gli Antoni – pianoforte, tastiera, campionatore
- Daniel Huffman – chitarra, loop, effetti sonori
- Ida Pearle – violino
- Tresa Ellickson – viola
- Jaron Childs – violoncello
- Zach Wallace – contrabbasso
- Bob Weston – tromba
- Dusty Sayre – cori
- Hollis Mae – scricchiolii, urla

## Curiosità
- Il nome dell'album ha ispirato il titolo della raccolta di racconti Le cose che abbiamo perso nel fuoco (2017, Marsilio Editore) della scrittrice argentina Mariana Enríquez.